# ɢ
Cette page contient des caractères spéciaux ou non latins. S’ils s’affichent mal (▯, ?, etc.), consultez la page d’aide Unicode.
Le symbole petite capitale G, (minuscule : ɢ) est une lettre additionnelle de l’écriture latine qui est utilisée dans l’́écriture du ǃxóõ, dans certaines transcriptions phonétiques dont l’alphabet phonétique international et a été utilisée dans le Premier traité grammatical islandais au Moyen Âge.

## Utilisation

### Haïda
En haïda écrit avec l’orthographe du programme Sealaska Heritage Haida, la majuscule g macron souscrit ‹ G̱ › et sa petite majuscule ‹ ɢ̱ › sont utilisées respectivement pour la forme majuscule et la forme minuscule de la même lettre.

### Premier traité grammatical
Au Moyen Âge, l’auteur du Premier traité grammatical islandais a utilisé ‹ ɢ › pour transcrire le g géminé.

### Alphabet phonétique international
Dans l’alphabet phonétique international, [ɢ] représente une consonne occlusive uvulaire voisée. Elle est déjà présente dans le tableau de l’API en 1900.

### Alphabet phonétique ouralien
Dans l’alphabet phonétique ouralien, ‹ ɢ › représente une consonne occlusive vélaire semi-sourde, notée [ɡ̊] avec l’alphabet phonétique international, par opposition à ‹ ɡ › représentant une consonne occlusive vélaire voisée, [ɡ].

## Représentations informatiques
La petite capitale G peut être représentée avec les caractères Unicode (Alphabet phonétique international) suivants :
| formes    | représentations | chaînes de caractères | points de code | descriptions                    |
| --------- | --------------- | --------------------- | -------------- | ------------------------------- |
| minuscule | ɢ               | ɢ                     | U+0262         | lettre latine petite capitale g |